# 23 Dywizjon Artylerii Ciężkiej (1939)

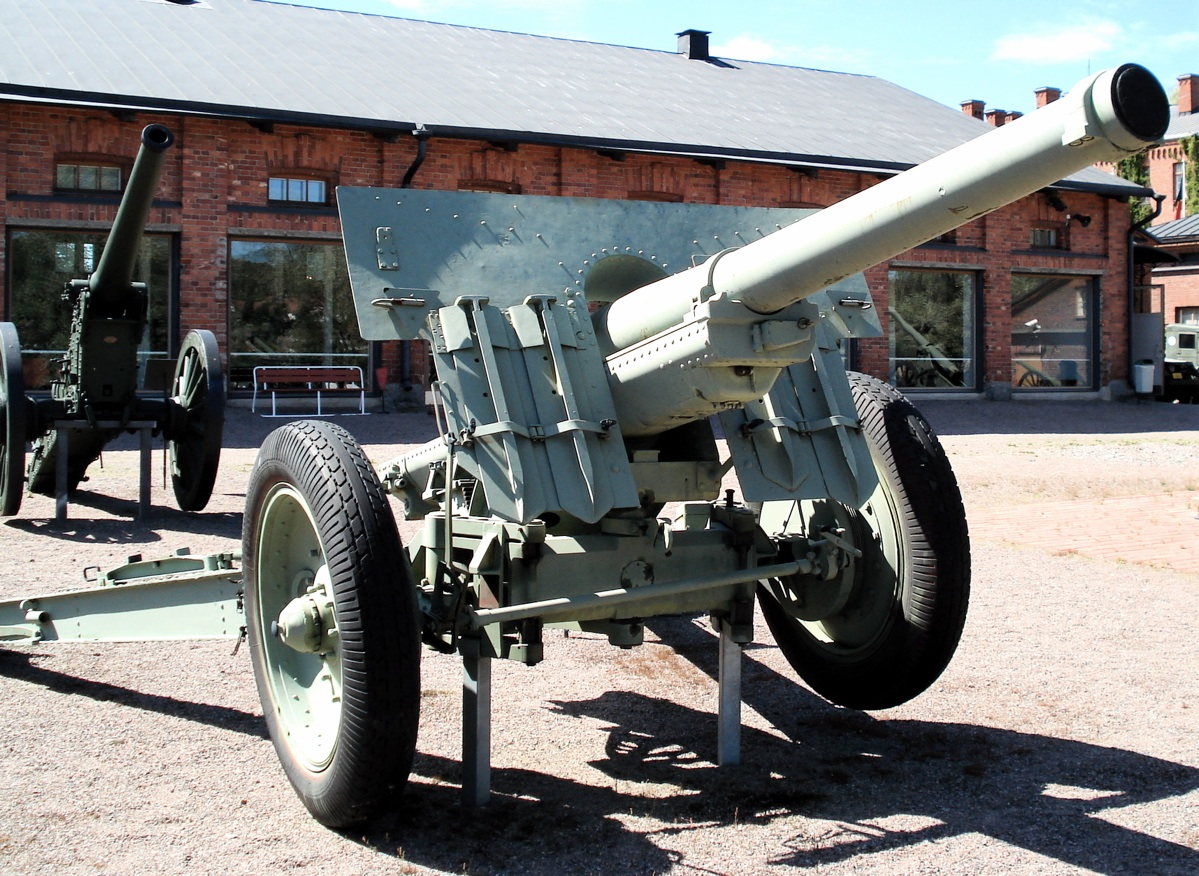
Armata 105 mm wz. 29

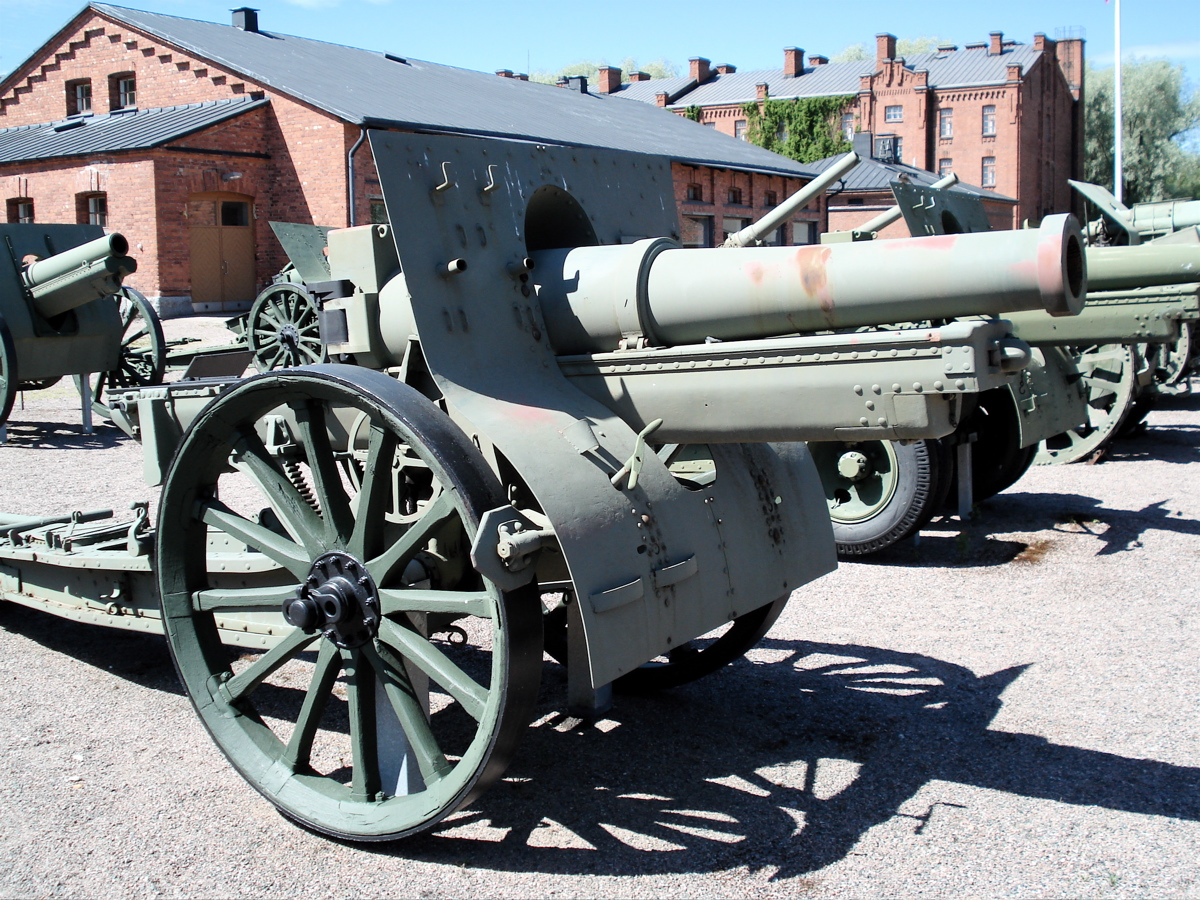
haubice kal. 155 mm wz. 17

23 dywizjon artylerii ciężkiej – samodzielny pododdział artylerii Wojska Polskiego okresu II RP.
Dywizjon nie występował w pokojowej organizacji wojska. Został sformowany przez 5 pułk artylerii ciężkiej z Krakowa dla 23 Dywizji Piechoty.

## Mobilizacja
Dywizjon rozpoczął mobilizację 24 sierpnia w ramach mobilizacji alarmowej w grupie żółtej, jako dywizjon typu II. Z magazynów 5 pac pobrano część sprzętu. Następnego dnia dywizjon przemaszerował do rejonów formowania. 2 bateria zajęła rejon w okolicach Grębałowa, a pozostała część w rejonie Mistrzejowic i Bieńczyc. Z magazynów na Podgórzu pobrana została amunicja. Mimo że jedynie 20% stanu osobowego stanowiły zalążki ze służby czynnej, formowanie dywizjonu przebiegało bardzo sprawnie. Stwierdzone braki w broni dotyczyły pistoletów oraz fatalnego stanu wozów z poboru. Nocą 27/28 sierpnia 23 dac został załadowany do transportów kolejowych, 28 sierpnia został wyładowany na zachód od Sosnowca. Nocą 29/30 sierpnia dywizjon przeszedł do rejonu Mikołowa do dyspozycji dowódcy 55 Dywizji Piechoty Rezerwowej. 

## 23 dac w kampanii wrześniowej
30 i 31 sierpnia dywizjon zajął stanowiska ogniowe w rejonie kopalni "Barbara", punkty obserwacyjne rozwinięto 2 km na południowy zachód od Mikołowa. Zwieziono amunicję i przygotowano plan ogni. Dywizjon rozwinięto do wsparcia odcinka od Kochłowic do rzeki Gostynka. 1 września 1939 roku o świcie stanowiska dywizjonu zostały ostrzelane przez samoloty myśliwskie. Od godz. 9.00 dywizjon rozpoczął wstrzeliwanie i prowadził dalekie ognie kierowane i korygowane przez własny samolot obserwacyjny. Po jego zestrzeleniu prowadził ostrzał podchodzących drogami oddziałów niemieckich z mapy. Z rejonu Łazisk Górnych stanowiska 2 baterii haubic zostały ostrzelane przez 2 niemieckie armaty przeciwpancerne. Po ostrzelaniu przez haubice 2 baterii jedna armata ppanc. została wycofana, a druga porzucona przez obsługę. Po ostrzale przez dywizjon, wycofała się atakująca niemiecka piechota, po czym stanowiska 23 dac dostały się pod ostrzał artylerii niemieckiej. Pomimo strat w poległych i rannych 23 dywizjon ostrzeliwał zmotoryzowane kolumny maszerujące przez Łaziska na las pszczyński. Wieczorem 1 września dywizjon skierowano do rejonu Tych wraz z oddziałami 23 DP, celem wykonania natarcia na las Wyry. 2 września 23 dac uczestniczył w pojedynku artyleryjskim z artylerią niemieckiego VIII Korpusu Armijnego ostrzeliwującego oddziały Grupy Operacyjnej "Śląsk" w rejonie Wyr. Wieczorem dywizjon został wycofany w kierunku Sosnowca. O świcie 3 września kolumna dywizjonu została nieskutecznie zaatakowana przez niemieckie bombowce. Po przekroczeniu Przemszy dywizjon zatrzymał się na postój. Nocą 3/4 września dywizjon dotarł do Alwerni. Nocą 4/5 września 23 dac maszerował do rejonu Bibice-Węgrzec-Michałowice w składzie 55 DPRez. poprzez Kraków, gdzie uzupełniono zapas żywności z magazynu pułkowego. Kolejnej nocy dywizjon maszerował i dotarł do Luborzycy.      
6 września oddziały GO "Śląsk"/"Jagmin" zostały zaatakowane przez niemieckie oddziały pancerne. 23 dac włączył się do walki ostrzeliwując pozycje wyjściowe oddziałów niemieckich, a następnie po wejściu do walki artylerii niemieckiej prowadził z nią pojedynek ogniowy do godzin popołudniowych. Celny ostrzał ciężkich baterii zatrzymał niemieckie natarcie na stanowiskach wyjściowych i zmusił wroga do wycofania się z zajętych Chorążyc i Gniazdowic. Nocą 6/7 września maszerował wraz z 204 pułkiem piechoty przez Proszowice, Klimontów i Kamieńczyce. W rejonie Proszowic kolumnę ostrzeliwały czołgi niemieckiej 5 Dywizji Pancernej, dywizjon nie brał w tej walce udziału, pomaszerował na Wiślicę. W rejonie Wiślicy żołnierze 2 baterii pojmali 3 dywersantów w polskich mundurach, którzy ostrzelali zwiad dywizjonu. Zatrzymano się na postój w rejonie Pasiek Wielki, Badrzychowice-Równiny. Nocą 7/8 września 23 dac maszerował na Stopnicę, jednak z uwagi na zatłoczenie dróg dotarł do Solca, a kolejnej nocy doszedł do celu i ok. południa zajął stanowiska ogniowe na wschód od Stopnicy. Z tych stanowisk wieczorem wsparł ogniem oddziały 55 DP rez. broniącej miasta przed oddziałami niemieckiej 27 DP. Nocą 9/10 września podczas marszu osiągnięto rejon Niedziałki-Rudki nad rzeką Czarną, a w godzinach popołudniowych 10 września dywizjon dotarł do lasów Strużki na północny wschód od Połańca. Wieczorem 23 dywizjon pomaszerował na przeprawę pod Baranowem przez Wisłę. O świcie 11 września 23 dac dotarł do Kąt, gdzie podporządkowany został dowódcy artylerii dywizyjnej 55 DP rez. płk. E. Luśniakowi, zgodnie z planem nie zajął stanowisk ogniowych z uwagi na zatłoczenie szosy. Gdy o godz.11.00 wyszło natarcie niemieckiej 27 DP w kierunku Grabowca, dowódca 65 pułku artylerii lekkiej płk J. Krautwald rozkazał zająć stanowiska ogniowe na szosie i strzelać na wprost. Pomimo wsparcia całej artylerii Grupy Operacyjnej "Jagmin" nieprzyjaciel wyparł 201 pułk piechoty z Osieka. Wsparcie całej artylerii, w tym 23 dac umożliwiło odbicie Osieka przez piechotę i w godzinach popołudniowych, do jego utrzymania mimo niemieckich ataków. Po walce w bateriach pozostało tylko po 60 pocisków. Nocą 11/12 września dywizjon przeprawił się przez Wisłę po moście pontonowym i około południa dotarł w okolice Tarnobrzega.      
Kolejne noce maszerował, a trakcie dnia odpoczywał. 12/13 września maszerował przez Grębów, Jamnicę, Gajówkę, Krzywe Drogi, Rozwadów, do rejonu Rzeczyca. Most na Sanie przekroczono o świcie, a następnie dywizjon zatrzymał się na postój. 13/14 września maszerował przez Zaklików, Modliborzyce, Janów Lubelski do rejonu Lipowica 7 km na północny zachód od Zwierzyńca. 15 września 23 dac osiągnął rejon Bukowa wraz z 55 DP rez. Po wypoczynku, nocą 17/18 września dywizjon wraz z 55 dywizją w sformowanej w rejonie Starej Huty kolumnie marszowej osiągnął około południa 18 września Łuszczacz, tam 2 bateria haubic została ostrzelana przez niemiecką artylerię, utracono 4 konie. W tym samym czasie koło wsi Ulów 1 bateria armat wpadła w zasadzkę niemieckich czołgów, natychmiast odprzodkowane armaty z uwagi na straty w zaprzęgach podjęły walkę, jeden z działonów ogniem na wprost zniszczył 3 niemieckie czołgi. Kontratak piechurów i kanonierów pod dowództwem ppor. Trawińskiego nie pozwolił na odbicie pozostałych armat. Załoga walczącego działonu poległa w walce. Walka do końca pozwoliła na wycofanie się większości taborów dywizjonu. Do stojącego w rejonie Zielonej dywizjonu dołączyło kilkunastu żołnierzy z 1 baterii. Nocny kontratak na wieś Ulów 18/19 września pozwolił odzyskać jedną sprawną armatę, którą obsadzili żołnierze z 21 dywizjonu artylerii ciężkiej ppor. Poczmana. Nocą 19/20 września niewielką ilością posiadanej amunicji 23 dac wsparł ostatnią próbę przebicia się z okrążenia pod Tomaszowem Lubelskim Armii "Kraków i Armii "Lublin". Po niepowodzeniu natarcia, gdy zapadła decyzja o kapitulacji 20 września na rozkaz mjr. Rykierta zniszczono działa i rozwiązano dywizjon.

## Obsada personalna
dowódca – mjr Edward Rykiert
- adiutant – ppor. rez. Tadeusz Trawiński
- oficer zwiadowczy – ppor. rez. Stanisław Zmijewski
- oficer łączności – ogn. pchor. Eugeniusz Rutkowski
- oficer łącznikowy – ppor. rez. Ludwik Obidowicz
- lekarz – ppor. rez. lek. Porański
- dowódca 1 baterii – por. Andrzej Uziembło
- dowódca 2 baterii – por. Jan Kordas
  - oficer ogniowy – ppor. rez. Józef Zgorzelski
  - oficer zwiadowczy – ppor. rez. Marcin Lacko
  - szef baterii – ogn. Józef Fendryk